# پورت بری
پورت بری (به انگلیسی: Port Perry) یک منطقهٔ مسکونی در کانادا است که در اسکوگاگ واقع شده‌است. پورت بری ۹٬۴۵۳ نفر جمعیت دارد.